# Tenebroides corrugata
Tenebroides corrugata là một loài bọ cánh cứng trong họ Trogossitidae. Loài này được Wickham miêu tả khoa học năm 1913.